# Nikki Rodriguez
Nikki Rodriguez (* 17. Dezember 2002 in Los Angeles) ist eine US-amerikanische Schauspielerin. Bekanntheit erlangte sie durch ihre Rollen als Vero in der Serie On My Block und als Jackie Howard in der Serie Ich und die Walter Boys.

## Karriere
Rodriguez wurde im Dezember 2002 in Los Angeles, geboren und ist britischer, deutscher und mexikanischer Herkunft. Im Alter von 15 Jahren zog sie nach Los Angeles, um ihre Schauspielkarriere zu verfolgen. Ihre erste Rolle hatte sie 2018 im Kurzfilm This Land Is Your Land.
Im Jahr 2022 erhielt Rodriguez die Rolle der Jackie Howard in der Netflix-Serie Ich und die Walter Boys und erlangte mit dieser größere Bekanntheit.

## Filmografie
- 2018: This Land Is Your Land (Kurzfilm)
- 2019: Speechless (Fernsehserie, 1 Episode)
- 2019: Adam Ruins Everything (Fernsehserie, 1 Episode)
- 2019: Roadkill (Kurzfilm)
- 2020: Father. (Kurzfilm)
- 2020: Bunny Run (Kurzfilm)
- 2021: On My Block (Fernsehserie, 9 Episoden)
- 2022: Back to Lyla
- 2023: Ich und die Walter Boys (Fernsehserie, Hauptrolle)